# Biennale de Tokyo
L'exposition internationale d'art du Japon (en japonais : Nihonkokusai Bijutsuten), plus connue sous le nom de Biennale de Tokyo, est une exposition d'art organisée tous les deux ans au musée d'Art métropolitain de Tokyo de 1952 à 1990. C'est historiquement la première exposition d'art internationale au Japon et en Asie.
La dixième édition, « L'homme et la matière » (「人間と物質」), qui est organisée en 1970, est connue comme celle qui a marqué de manière significative l'histoire de l'art japonais.

## Historique
En 1952, lorsque le traité de San Francisco a été publié et que le Japon a retrouvé sa souveraineté, la Mainichi Shimbun (毎日新聞社) a été créée en tant qu'exposition d'art internationale qui reconnecte le Japon au monde. La deuxième édition se tient en 1953, et à partir de la troisième, elle adopte le format biennal. En 1970, la 10e exposition passe de l'exposition pays par pays à une exposition thématique d'artistes du Japon et de l'étranger. À partir de la 12e exposition en 1978, la sélection d'artistes nationaux se fait par un système de candidature ouvert et la sélection étrangère par un système d'invitation à un seul pays. Depuis 1980, il fonctionne également comme une plate-forme pour les jeunes artistes et s'appelle également Mainichi Kokusai (毎日国際).

### La10eexposition «L'homme et la matière»
La Biennale commence au Musée d'Art métropolitain de Tokyo en mai 1970, elle se tient finalement au Musée municipal d'art de Kyoto en juin, au musée de la préfecture d'Aichi (ja) en juillet et au Centre culturel de la préfecture de Fukuoka en août. Yusuke Nakahara (en), critique d'art, est le « commissaire général » qui sélectionne les thèmes et les artistes. Le critique d'art Toshiaki Minemura (ja), qui travaillait alors pour le Mainichi Shimbun, a participé à l'organisation de l'organisation. Au total, 40 artistes, dont 27 artistes étrangers et 13 artistes japonais, ont été sélectionnés sous le thème « L'homme et la matière ».
À l'époque, la 34e Biennale de Venise (1968), chaotique en raison des protestations des étudiants, suscite une critique mondiale croissante des expositions internationales, qui sont aussi une arène concurrentielle pour le nationalisme. Dans ce contexte, il est décidé de reporter l'ouverture de cette exposition d'un an à compter de sa date initiale de 1969, d'abolir le système de participation nationale, le système de récompense et le format d'exposition par genre, et d'établir un nouveau système de commissaires.
Nakahara effectue une inspection à l'étranger pendant la période de préparation. En particulier, il est fortement influencé par l'exposition spéciale d'Harold Zeeman « When Attitudes Take Shape : Work - Concept - Process - Situation - Information » tenue en 1969 à la Kunsthalle, en Suisse. Étant donné que de nombreuses œuvres n'existaient pas sous une forme achevée, les trois quarts des artistes exposants travaillaient sur le site de l'exposition (17 artistes étrangers ont visité le Japon). Une autre caractéristique de cette exposition est l'installation d'œuvres à l'extérieur du musée et dans des parcs.
Il a rapidement introduit les tendances de pointe de l'époque, telles que l'arte povera, le Mono-ha, l'art conceptuel et le minimalisme, et a été hautement évalué dans les années suivantes en tant qu'exposition qui a clarifié les problèmes et les préoccupations de Mono-ha et les a placés dans un contexte international.
Les artistes ayant participé sont : Dietrich Albrecht (de), Carl Andre, Buzem, Daniel Buren, Christo, Jan Dibbets, Hell van Erk, Koji Enokura (en), Luciano Fabro, Barry Flanagan, Hans Haacke, Norio Horikawa, Kenji Inumaki, Stephen Kaltenbach, Tatsuo Kawaguchi, On Kawara, Issei Koike, Stanislav Coribal, Suzumu Koshimizu, Jannis Kounellis, Eduard Grazinski, Sol LeWitt, Rulov Lowe, Matsuzawa Yutaka, Mario Merz, Katsuhiko Narita, Bruce Nauman, Hitoshi Nomura (en), Panamarenko, Giuseppe Penone, Markus Letts, Klaus Linke, Rainer Ruttenbeck, Jean-Frédéric Schniedel, Richard Serra, Shoji Tatsu, Case Sonja, Jirō Takamatsu, Shintaro Tanaka, Gilberto Zorio.